# Droga krajowa 68
Die Droga krajowa 68 ist eine polnische Nationalstraße mit einer Länge von circa 11,4 Kilometern, die in West-Ost-Richtung von Wólka Dobryńska bis zur belarussischen Grenze verläuft. Zwischen 1986 und 2000 war die Straße als Droga krajowa 812 beschildert.

## Verlauf und Ortschaften an der Strecke
Woiwodschaft Lublin:
Powiat Bialski (Kreis Biała Podlaska)
- Grenzübergang M1 (Belarus) Kukuryki (PL) / Kozlovichi (BY)
- Kukuryki

~ Czaplinka ~
- Wólka Dobryńska (Kreuzung mit DK2) → Terespol (PL) / Брест (Brest) (BY), Fortsetzung M1 → Minsk → Orscha → Russland (→ M1)